# Leopoldov (Pohorská Ves)
Leopoldov (německy Leopoldsdorf) je z větší části zaniklá ves v katastrálním území Dolní Příbraní obce Pohorská Ves v okrese Český Krumlov. V roce 2011 zde žilo 9 obyvatel.

## Historie
Ves vznikla v polovině 18. století na louce u Pohořského potoka, který je přítokem říčky Černé. Bydleli zde hlavně dřevaři a voraři. V roce 1790 byla ves pojmenována po Leopoldu Buquoyovi, bratru Jana Nepomuka Buquoye. V roce 1930 zde žilo 167 obyvatel. Před 2. světovou válkou byl Leopoldov osadou obce Dolní Příbraní. V letech 1938 až 1945 byl v důsledku uzavření Mnichovské dohody přičleněn k nacistickému Německu. Po vysídlení Němců z Československa zde žili převážně Rusíni, kteří pracovali ve zdejších lesích.